# بني أيوب (حفاش)

تعديل مصدري - تعديل

بني أيوب هي إحدى قرى عزلة بني دهمان بمديرية حفاش التابعة لمحافظة المحويت، بلغ تعداد سكانها 250 نسمة حسب تعداد اليمن لعام 2004.